# Mark Porter
Mark Porter, född den 2 oktober 1974 i Hamilton, Nya Zeeland, död den 8 oktober 2006 i Sydney, Australien, var en nyzeeländsk racerförare.

## Racingkarriär
Porter tävlade i Fujitsu V8 Supercar, där han låg trea i mästerskapet innan deltävlingen på Bathurst. Han kraschade i bergssektionen i 200 km/h och blev stående mitt på banan, där Chris Alajaijan körde in i baken på Porters sidstående bil. David Clark körde dock rakt in i förardörren på Porters bil, och skadade sig allvarligt själv, men överlevde olyckan. Den smällen skadade Porters bröst och huvud så allvarligt att han fördes till ett toppsjukhus i Sydney, men hans liv gick inte att rädda, och två dagar efter olyckan avled Porter 32 år gammal.